# Stephan Ross
Stephan Ross (20 de septiembre de 1931 – 24 de febrero de 2020), también conocido como Steve Ross, fue un sobreviviente del Holocausto, polaco-estadounidense que encabezó la creación del New England Holocaust Memorial.

## Biografía
Ross nació como Szmulek Rozental el 20 de septiembre de 1931 cerca de Łódź. Fue el menor de ocho hijos. Después de la invasión alemana de Polonia, los padres de Ross lo enviaron a vivir con una familia cristiana. Sin embargo, la familia temía ser castigada y envió a Ross a vivir en los bosques cercanos.

## Encarcelamiento durante el Holocausto
En 1940, Ross fue llevado por los Nazis al campo de trabajo en Budzyń; el primero de los diez campos de trabajo o exterminio en los que fue encarcelado. Durante su tiempo en los campos, Ross fue obligado a beber productos químicos como parte de los experimentos médicos nazis, le rompieron la espalda y sufrió de tuberculosis, piojos, escamas y forúnculos. Fue seleccionado para morir en Budzyń, pero se mantuvo con vida escondiéndose en un montón de heces en una letrina. Posteriormente fue enviado a Krasnik, Radon y Auschwitz. En Auschwitz, Ross escapó de una fila de la muerte huyendo y escondiéndose debajo de un tren en movimiento. Después de su escape, fue enviado a Bietingheim, Vayhingen, Unterexinggem, Grossachsenheim, Neckarsulm y Dachau. En Dachau, las condiciones eran tan malas que los prisioneros recurrieron al canibalismo. El 29 de abril de 1945, fue liberado de Dachau por soldados estadounidenses. El resto de su familia, excepto un hermano, no sobrevivió.

## En Estados Unidos

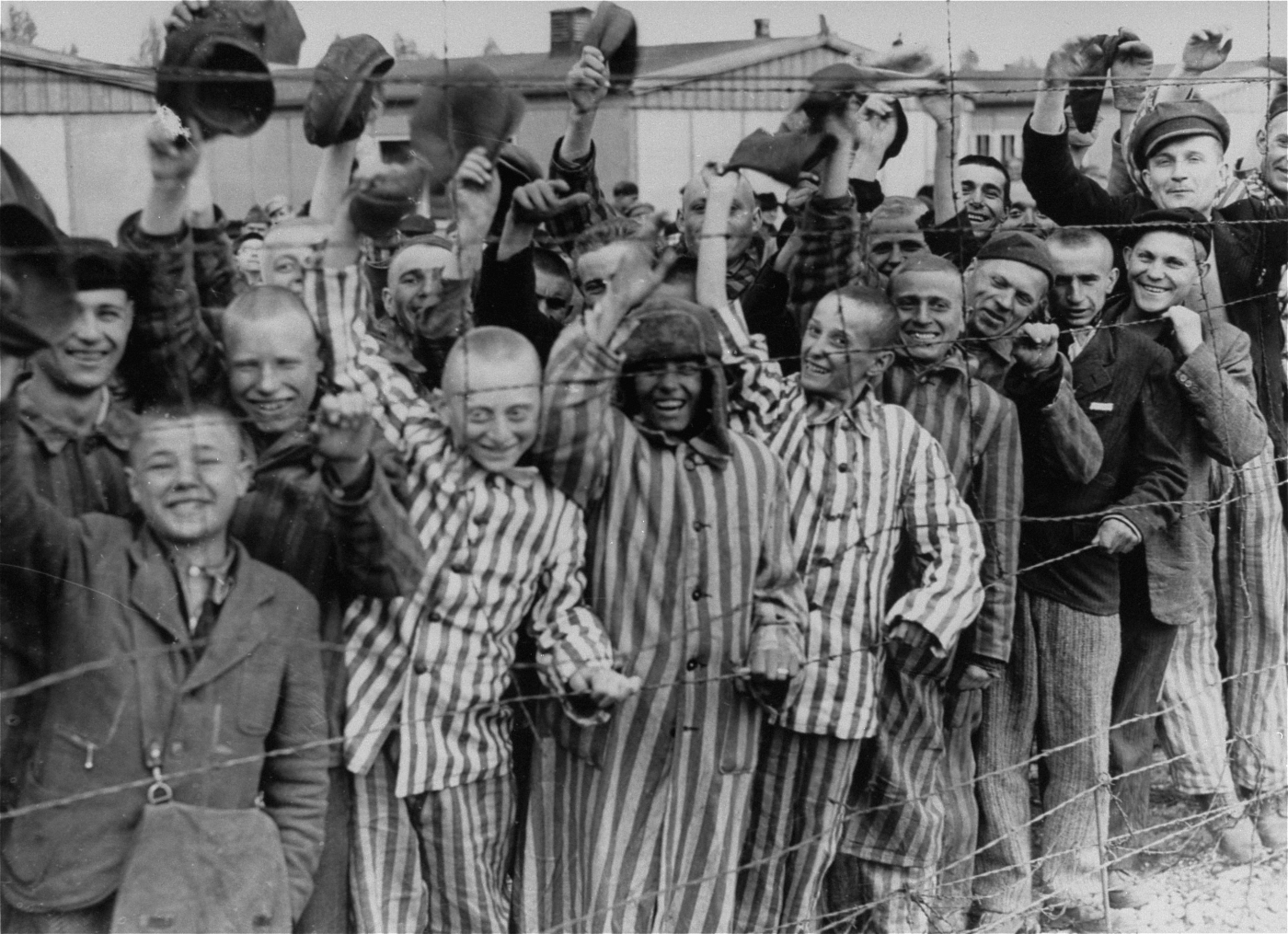
El niño, tercero desde la izquierda, ha sido identificado como Szmulek Rosental El 29 de abril de 1945 en Dachau, Baviera, Alemania.

El 10 de abril de 1948, Ross fue llevado a los Estados Unidos en el SS Marine Marlin, donde cambió su nombre de Szmulek Rozental a Stephan Ross. Fue colocado con el Jewish Family and Children's Service en Boston, quienes lo enviaron a la Windsor Mountain School. Ross fue reclutado por el United States Army y sirvió durante la guerra de Corea. Después de la guerra, asistió a Goddard College con la GI Bill. Mientras estaba allí, ayudó a fundar el Departamento de Bomberos de Plainfield. Se graduó de Goddard en 1959 y obtuvo su maestría en psicología de la Boston University. Como no tenía suficiente dinero para la matrícula y el alquiler, vivió en su coche mientras asistía a la BU. Posteriormente obtuvo un doctorado en Northeastern University.
Ross se convirtió en psicólogo licenciado y trabajó durante 40 años como instructor de actividades juveniles y consejero para el Departamento de Escuelas Comunitarias de la ciudad de Boston. También enseñó y asesoró en Northeastern.

### Memorial del Holocausto de Nueva Inglaterra
En diciembre de 1986, Ross formó un comité para impulsar la creación de un memorial y museo del Holocausto en Boston. Recibió el apoyo del alcalde Ray Flynn, quien prometió que la ciudad donaría terrenos para el memorial, así como del representante estatal Kevin W. Fitzgerald (cuyo padre fue uno de los soldados que liberó Dachau), la primera dama Kitty Dukakis y el alcalde de Newton, Massachusetts, Theodore D. Mann. El memorial se completó en 1995 a un costo de $3.5 millones. En 2002, se añadió un Monumento a los Liberadores, que formaba parte de la visión original de Ross para el memorial.

## Vida personal
En 1969, Ross se casó con Suzanne London. El matrimonio de Ross con London terminó en divorcio. Tuvieron un hijo, Michael P. Ross, quien fue el primer presidente judío del Boston City Council, y una hija, Julie Ross, abogada. Su hermano, el único otro miembro de su familia que sobrevivió al Holocausto, murió en 1990. Ross residía en Newton, Massachusetts, hasta su muerte el 24 de febrero de 2020.
Ross pasó décadas tratando de encontrar a un soldado estadounidense que conoció en Dachau, quien lo abrazó y le dio algo de comida y una bandera estadounidense. Según Ross, el soldado "me dio ganas de vivir, restauró mi fe. Fue la primera persona que me mostró compasión, me devolvió al mundo civilizado". En 1989, Ross apareció en un episodio de Unsolved Mysteries como parte de su búsqueda. Aunque el soldado, Steve Sattler, había muerto antes de que se emitiera el episodio, su familia lo vio y se reunió con Ross en 2012.
En 2010, Ross fue nombrado un Outstanding American by Choice por United States Citizenship and Immigration Services (USCIS).
En 2017, Etched in Glass: The Legacy of Steve Ross, un documental sobre la vida de Ross, se estrenó en el Boston Jewish Film Festival. En 2018, se publicó su autobiografía From Broken Glass: My Story of Finding Hope in Hitler's Death Camps to Inspire a New Generation.